# Sinophorus costalis
Sinophorus costalis är en stekelart som först beskrevs av Thomson 1887.  Sinophorus costalis ingår i släktet Sinophorus och familjen brokparasitsteklar. Arten är reproducerande i Sverige. Inga underarter finns listade i Catalogue of Life.